# Pilumnus lumpinus
Pilumnus lumpinus is een krabbensoort uit de familie van de Pilumnidae. De wetenschappelijke naam van de soort is voor het eerst geldig gepubliceerd in 1964 door Bennett.